# 비담종
비담종(毘曇宗)은 중국 불교의 논종으로 설일체유부의 《6족발지(六足發智)》 등 소승불교의 여러 논서들을 연구 · 강술하는 것을 중심으로 한 학파적인 종파이다. 비담(毘曇)은 아비담(阿毘曇)의 약칭이며 아비담은 아비다르마(Abhidharma · 阿毘達磨), 즉 논(論)을 뜻한다.
소승 논부(小乘論部)의 한역(漢譯)은 383년에 《비바사론》과 《팔건도론》, 즉 간다라계(系)의 《발지론(發智論)》, 391년에는 설일체유부의 승려 법승(法勝)의 작품으로 소승불교를 간결하게 정리한 《아비담심론(阿毘曇心論)》, 425년에는 설일체유부의 교의를 대성한 가다연니자(迦多衍尼子)의 《대비바사론(大毘婆沙論)》, 그리고 426년 이후 3회에 걸쳐, 《아비담심론》의 주석서로서 법구(法救)의 손으로 이루어진 《잡아비담심론(雜阿毘曇心論)》 등이 차례로 이루어졌다.
그리고 이와 같은 한역에 의한 소승 논서(小乘論書)의 연구가 전진의 승려인 제바(提婆) · 도안(道安), 동진(東晋)의 혜원(慧遠) 등에 의해서 장안(長安) · 건강(建康) 등으로 넓혀지고, 유송(劉宋)의 혜통(慧通), 양나라(梁)의 도승(道乘) · 혜집(慧集), 진나라(陳)의 혜필(慧弼), 북위(北魏)의 혜숭(慧嵩), 수나라(隋)의 지념(志念), 당나라(唐)의 도기(道基) 등에 의해서 계승되어 화북을 중심으로 전통이 유지되었다. 그러다가, 당나라의 현장(玄裝)이 《구사론(俱舍論)》·《대비바사론(大毘婆沙論)》을 신역(新譯)함에 이르러 구사종(俱舍宗)에서 이를 맡게 되었다.

## 같이 보기
- 소승불교
- 대승불교
- 중국의 불교
- 경종
- 논종

## 참고 문헌
- 이 문서에는 다음커뮤니케이션(현 카카오)에서 GFDL 또는 CC-SA 라이선스로 배포한 글로벌 세계대백과사전의 내용을 기초로 작성된 글이 포함되어 있습니다.